# 小倉蒼蛙
小倉 蒼蛙（おぐら そうあ、1951年〈昭和26年〉10月29日 - ）は、日本の俳優、俳人、歌手、元子役である。旧芸名は小倉 一郎。作詞・作曲時のペンネーム、秋山 啓之介。
東京新宿で生まれ、すぐに両親の故郷の鹿児島県へ移住し（甑島列島の下甑村、現在の薩摩川内市の一部）、小学1年の夏から再び東京中野区で、小学校3年生から板橋区長後町で育つ。日本大学豊山高等学校中退。大判社所属。
2023年、がん克服を機に生まれ変わったという気持ちから、芸名を小倉一郎から俳号と同じ小倉蒼蛙に改名した。

## 略歴
中村錦之助や大川橋蔵に憧れ、小学校3年から、東映のエキストラになり、1960年に9歳で子役として活動を開始し、1962年の美空ひばり主演『べらんめえ芸者と大阪娘』、1964年『飢餓海峡』（内田吐夢監督）などに出演。1963年、居住する中野のアパートに銀座の高級クラブエスポワールのナンバーワンホステスがおり、そこへ頻繁に訪れる梅宮辰夫と知り合いになり、梅宮に薦められ東映児童研修所（第5期生）として入団する。直後に東映が"不良性感度映画"へ傾斜し、東映で小倉のキャラクターは出番がなく、1964年公開の日活映画『敗れざる者』で本格デビューした。恩人の梅宮とは1966年の『ボスは俺の拳銃で』（村山新治監督）や、1974年の『仁義なき戦い 頂上作戦』（深作欣二監督）などで共演はしたが、役者として絡むシーンは結局一度も無かった。
1960年代後半から1970年代の青年期にはテレビや映画の青春ドラマにも数多く出演。ナイーブな青年像を得意とし、同年代の女性からも人気を得た。
名バイプレイヤーとして活躍するかたわらで秋山 啓之介のペンネームで童謡作家としても活動し、「ぼくのにっきちょう」を作詞・作曲して歌唱も自ら担当した。出演舞台を機に1997年より俳句の道に進み、河内静魚に師事。『ひるまえほっと』（NHK）の「ひるまえ俳句茶房」コーナーなどを担当する。俳人としても有名になりつつある。
2010年、薩摩川内観光大使に就任した。
2019年7月に、江藤潤・仲雅美・三ツ木清隆と、4人組音楽ユニットのフォネオリゾーンを結成してデビュー。

### 私生活
1973年に女優の海野まさみと結婚するが2か月半で離婚。1977年にモデルクラブのマネジャーと結婚し、1男3女をもうけるが、1999年に妻の政治家活動（東村山市議会議員選挙立候補、当選。一期務める）のためすれ違い生活が原因となり、2度目の離婚となった。離婚後も前妻の政治活動を支援していた（2003年東村山市長選挙立候補、落選。2004年参議院議員選挙比例区立候補、みどりの会議、落選）。2006年に、1977年デビューのアイドル歌手だった谷ちえ子と結婚する。2015年7月、3年間の別居生活後離婚した。2017年に初恋の相手だった女性と結婚。2022年にステージ4の肺がんと診断されたが、放射線・抗がん剤を組み合わせた治療で克服した。

## 人物
4人兄弟の末っ子。生後1週間で母親を亡くす。小倉が生まれる前に双子の兄らが船着き場の事故で亡くなり、16歳の時に姉も脳腫瘍で亡くなった。小倉の父親は病気で入退院を繰り返していたが、33歳の時に交通事故で亡くなっている。
趣味・特技は作曲、ギター演奏、篆刻、俳句、大阪弁、京都弁。俳号は「蒼蛙（そうあ）」。俳号の名付け親は、作家・脚本家の早坂暁である（小倉一郎の〔ゆるりとたのしむ〕俳句入門 著者略歴より）。仲雅美、志垣太郎、三浦友和が飲み友達で悪友だった。歌手の森進一は親戚（互いの曾祖母が姉妹同士）である。

## 出演

### 映画
- 敗れざる者（1964年、日活） - 高村俊夫
- 青春の海（1967年、日活） - 江川タケシ
- 旅路（1967年、東映） - 室伏雄一郎（14歳時）
- 燃える大陸（1968年、日活）
- 性犯罪法入門（1969年、大映） - 鷹夫
- 高校生番長（1970年、大映） - 宮川弘人
- バツグン女子高生 16才は感じちゃう（1970年、東宝） - 曽根耕一
- 股旅（1973年、ATG） - 源太
- さえてるやつら（1973年、東宝） - 源春彦
- ときめき（1973年、松竹） - 氏家浩司
- 仁義なき戦い 頂上作戦（1974年、東映） - 野崎弘
- 涙のあとから微笑みが（1974年、松竹） - 大村忠雄
- ふれあい（1974年、松竹） - 筒井剛太郎
- 吾輩は猫である（1975年、東宝） - 吾輩（声）
- お祭り野郎 魚河岸の兄弟分（1976年、東映） - 亀田金一
- 喜劇 大誘拐（1976年、松竹） - 内野孝
- トラック野郎・望郷一番星（1976年、東映） - 浜村紅夫
- オレンジロード急行（1978年、松竹） - ファイト
- 人間の骨（1978年） - 久邇宮
- 総長の首（1979年、東映） - 海野蛸八
- 真田幸村の謀略（1979年、東映） - 豊臣秀頼
- ヒポクラテスたち（1980年、ATG） - 西村英二郎
- 炎のごとく（1981年、東宝） - 松平容保
- 魔性の夏 四谷怪談より（1981年、松竹） - 宅悦
- 大日本帝国（1982年、東映） - 本堂一等兵
- 誘拐報道（1982年、東映） - 宇野記者
- 天城越え（1983年、松竹） - 建造の叔父
- メイン・テーマ（1984年、東映） - 鳥嶋
- それぞれの旅立ち（1985年、中山映画）
- 瀬降り物語（1985年、東映） - 駐在の巡査
- 俺ら東京さ行ぐだ（1985年、松竹） - アパートの住人
- 泰造（1985年） - ヤマちゃん
- 愛の陽炎（1986年、松竹） - 新井隆雄
- やがて…春（1986年、にっかつ児童映画） - 医師
- 化身（1986年、東映） - 山口
- 瀬戸内少年野球団・青春篇 最後の楽園（1987年、日本ヘラルド映画） - 一瀬
- 風のあるぺじお（1987年）
- 死線を越えて 賀川豊彦物語（1988年） - 出口正男
- もうひとつの原宿物語（1990年） - カメラマン
- われに撃つ用意あり（1990年、松竹） - 三宅
- 息子（1991年、松竹） - 哲夫の隣人
- 寝盗られ宗介（1992年、松竹富士） - 岩手の医者
- 紅蓮華（1993年、ヒーロー） - 良雄
- 先生あした晴れるかな（1994年） - 武田和雄
- 写楽（1995年、松竹富士） - 写楽絵の摺師
- La VIE 共生!（1995年、Office 90） - 町医者
- 帝都物語外伝（1995年、ケイエスエス） - 池田
- MUSASHI 外伝 ヤングムサシの秘密に迫る（1996年、イーハーフィルムズ＝プロダクションT&N） - 留三
- ソクラテス（1996年、日活）
- バブルと寝た女たち（1998年、円谷映像） - 小野日出男
- 新生 トイレの花子さん（1998年、東映） - 倉橋武雄
- 生きない（1998年、日本ヘラルド映画） - 神田
- 原野の子ら（1999年、中山映画） - 小坂先生
- ウルトラマンティガ THE FINAL ODYSSEY（2000年、松竹） - ヤオ・ナバン博士
- 月（2000年、ニューウェーヴ＝グルーヴコーポレーション） - 亀井
- あかね色の空を見たよ（2000年、インディーズ）
- 十七歳（2002年、パル企画）
- いつかA列車に乗って（2003年、シネマクロッキオ） - 小倉
- この世の外へ クラブ進駐軍（2004年、松竹） - キンさん
- 呪霊 THE MOVIE 黒呪霊（2004年、パル企画） - 前田一繁
- ミラーを拭く男（2004年、パル企画） - 佐々木智和
- オーバードライヴ（2004年。ビターズ・エンド＝東京テアトル） - 五十嵐和哉
- デビルマン（2004年、東映） - ススムの父
- 石井のおとうさんありがとう（2005年、現代ぷろだくしょん） - 林源十郎
- パセリ（2005年、アートポート） - 落合巡査長
- 四日間の奇蹟（2005年、東映） - 岩村秀雄
- 誰がために（2005年、パル企画＝マジックアワー）
- 深紅（2005年、東映）
- カスタムメイド10.30（2005年、クロックワークス） - エディ
- 仮面ライダー響鬼と7人の戦鬼（2005年、東映） - すずの父親[26]
- MAZE（2006年、アルゴ・ピクチャーズ）
- ドリフト（2006年、トルネード・フィルム）
- 筆子・その愛 -天使のピアノ-（2006年、現代ぷろだくしょん） - 兼松
- 五重塔（2007年、カエルカフェ） - 毒島修一
- 吉祥天女（2007年、キュービカル・エンタテインメント） - 叶和憲
- 怪談・牡丹燈籠 もっともっと、愛されたかった。（2007年、2007サイディレク）
- 実録・連合赤軍 あさま山荘への道程（2007年、若松プロダクション）
- 観察 永遠に君を見つめて（2007年、AMGエンタテインメント） - 三上峰太郎
- 全然大丈夫（2008年、スタイルジャム） - 浩太郎
- URAHARA（2008年）
- 夢のまにまに（2008年、パル企画）
- 斜陽（2009年、カエルカフェ） - 和田
- なくもんか（2009年、東宝） - 中やん
- キャタピラー（2010年、若松プロダクション＝スコーレ） - ナレーション
- 大地の詩 -留岡幸助物語-（2011年、現代ぷろだくしょん） - 金森通倫
- 大鹿村騒動記（2011年、東映） - 柴山満
- 恋谷橋 La Vallee de l'amour（2011年、パル企画）
- 11・25自決の日 三島由紀夫と若者たち（2012年、若松プロダクション＝スコーレ） - 田中の父
- ビターコーヒーライフ（2012年）
- 家（2013年、カエルカフェ） - 小泉森彦
- 僕たちの高原ホテル（2013年、ビデオプランニング） - 宮川敦
- そして父になる（2013年、ギャガ）
- ヨシナカ伝説 義仲穴（2014年、カエルカフェ） - 良恵
- ラブ&ピース（2015年6月27日、アスミック・エース）
- 山本慈昭 望郷の鐘 満蒙開拓団の落日（2015年、現代ぷろだくしょん） - 安二郎
- 海街diary（2015年） - 紺野社長
- 明日へ 戦争は罪悪である（2015年） - 村の巡査
- 世界から希望が消えたなら。（2019年10月18日公開、日活） - 結婚相談所職員
- 一粒の麦 荻野吟子の生涯（2019年） - 山本万年
- マイスモールランド（2022年）
- それいけ!ゲートボールさくら組（2023年） - 臼井玲雄
- わたしのかあさん-天使の詩-（2024年、現代ぷろだくしょん） - 倉田十郎[27]

### テレビドラマ
- 大河ドラマ（NHK）
  - 太閤記（1965年）
  - 天と地と（1969年） - 長尾景康
  - おんな城主 直虎（2017年） - 熊野屋
- 特別機動捜査隊 （NET / 東映）第132話「痴漢の季節」（1964年） - シバザキアキオ
- ポーラ名作劇場 「いのちある日を」（1965年、NET）
- 素浪人 月影兵庫 第5話「乙女心はふるえていた」（1965年、NET） - 次郎太
- キャプテンウルトラ 第14話「金属人間メタリノームあらわる!!」（1967年、TBS） - ススム
- 青空に叫ぼう 第33話「にきびと親父」（1968年、NET）
- 青空にとび出せ! 第18話「ロミオとジュリエットは縞の服」（1969年、TBS）
- お嫁さん第7シリーズ（1969年-70年、フジテレビ / 松竹 ）- 今村省三
- おにぎり母さん（1971年、フジテレビ）
- キイハンター 第195話「ミイラの殺人忘年会」（1971年、TBS） - ヤング探偵局の所長
- 木下恵介・人間の歌シリーズ第4作　冬の雲（1971年、TBS） - 谷村俊一
- 木下恵介アワー（TBS）
  - 太陽の涙（1971年） - 及川勉
  - 幸福相談（1972年） - 新田道夫
  - おやじ山脈（1972年） - 愛甲三郎
- ママはライバル 第19話「スキー場でもママはママ」（1972年、TBS）
- まんまる四角（1973年、TBS） - 呉服屋の一郎
- 木下恵介・人間の歌シリーズ第12作　それぞれの秋（1973年、TBS） - 新島稔
- GO!GOスカイヤー（1973年、フジテレビ）
  - 第2話「決死の盲目飛行」
  - 第3話「奪われたヘリコプター」
- 日曜劇場（1973年、TBS）
  - 聖夜
- 太陽にほえろ! 第125話「友達」（1974年、日本テレビ） - 八木英之
- ポーラテレビ小説（TBS）
- やっちゃば育ち（1974年） - 戸山庄作
- ヨイショ（1974年6月 - 11月、TBS放映）
- 木下恵介・人間の歌シリーズ第18作　もうひとつの春（1975年、TBS） - 西久保信一
- 日本沈没 第22話「折れ曲がる、日本列島」（1975年、TBS） - 石黒順一
- 電人ザボーガー 電人ザボーガー対恐竜軍団シリーズ 第49話「急げ大門! ザボーガー基地を救え!」（1975年、フジテレビ） - 牧師
- Gメン'75 第26話「冬のヨット・ハーバーの殺人」（1975年、TBS） - 井本勝
- 夜明けの刑事 第75話「華麗なる大空中サーカス殺人事件」（1976年、TBS / 大映テレビ） - 浜本じゅん
- 俺たちの朝（1976年 - 1977年、日本テレビ） - 田口勇夫
- すぐやる一家青春記（1977年、TBS）
- 連続テレビ小説（NHK）
  - おていちゃん（1978年） - 戸川一郎
  - とと姉ちゃん 第76回（2016年6月30日）
  - エール 第48回、第64回（2020年6月3日、6月25日） - 専務
  - あんぱん 第2回（2025年4月1日） - 桂万平[28]
- 桃太郎侍 第73話「十手と恋と初手柄」（1978年、日本テレビ） - 立花周平
- 熱中時代（1978年、日本テレビ） - 小嶋田徳次
- あゝにっぽん活動大写真（1978年、MBS） - マキノ雅弘
- 高木彬光シリーズ / 白昼の死角（1979年、MBS） - 木島良助
- 鉄道公安官 第2話「裏切りの北帰行」（1979年、テレビ朝日） - 浜木さだお
- 土曜ワイド劇場（テレビ朝日）
  - 松本清張の犯罪広告（1979年）
  - 殺しの連鎖反応「努力しないで出世した男・社内結婚上司の嫁いい女」（1983年）
  - 小樽殺人事件・北海〜能登〜安曇野・黒揚羽蝶は死の予告! オタモイ岬の女（1986年）
  - タクシードライバーの推理日誌（1992年〜） - 木下係長
  - 松本清張没後10年記念企画・黒の奔流（2002年、松竹） - 事務員
- 江戸の牙 第2話「戦慄! 蛇目傘の女」（1979年、テレビ朝日） - 青山主膳
- 元気です!（1980年） - 中森良作
- 心（1980年、TBS / テレパック） - 八田鶴次郎
- 文吾捕物帳 第24話「いまわしい影」（1982年、テレビ朝日）
- 陽あたり良好!（1982年、日本テレビ）
- 若葉学習塾（1982年、フジテレビ）
- 花咲け花子（2）（1983年、日本テレビ）
- 特捜最前線 第299話「蒸発妻を探して!」（1983年、テレビ朝日） - 谷山
- 別れていい友（1983年、フジテレビ） - 中西徹
- 大岡越前（TBS / C.A.L）
  - 第7部 第24話「悪魔が狙った江戸小町」（1983年10月3日） - 直次
  - 第14部 第3話「将軍様は金魚迷惑」（1996年7月1日） - 千吉
- 青春泥棒・徹と由紀子（1984年、TBS） - 安中芳之
- 大家族（1984年、TBS）
- 暴れ九庵 第13話「男の命を抱いた女」（1984年、関西テレビ） - 小平次
- 気分は名探偵 第3話「消えたダイヤは八千万!?」（1984年、日本テレビ） - 北小路春彦
- 水曜ロードショー枠 / 卒業-GRADUATION-（1985年、日本テレビ） - 治
- 赤かぶ検事奮戦記 第4シリーズ（1985年、ABCテレビ）
- 火曜サスペンス劇場（日本テレビ）
  - たった独りのあなたのために（1985年）
  - 松本清張の夜光の階段（1986年） - 岡野正一
  - 悪女の泪（1988年）
  - 殺人迷路（1995年） - 塚本幸弘
- 現代怪奇サスペンス「怖い贈り物」（1986年、関西テレビ）
- 銀河テレビ小説 / まんが道（1986年、NHK）
- 水戸黄門（TBS / C.A.L）
  - 第17部 第10話「泣き笑い献上仏壇 -尾張-」（1987年11月2日） - 芳太郎
  - 第43部 第21話「嗚呼、人生に涙あり -水戸-」（2011年12月12日） - 藤井紋太夫
- 花へんろ 風の昭和日記 第一章（1985年4月13日 - 5月25日、NHK） - 英太郎
- 花へんろ 風の昭和日記 第二章（1986年9月6日 - 10月11日、NHK） - 英太郎
- 花へんろ 風の昭和日記 第三章（1988年2月6日 - 3月12日、NHK） - 英太郎
- 愛の劇場（TBS）
  - 誘惑（1987年） - 山口慎吾
- 京都サスペンス「京都の祭りに人が死ぬ・鞍馬の火祭」（1988年10月、関西テレビ / 東映）
- 月影兵庫あばれ旅 第1シリーズ 第5話「やっぱり女は怖い」（1989年、テレビ東京 / 松竹） - 川竹屋善兵衛
- 月曜ドラマスペシャル 温泉仲居番頭物語（1990年、TBS）
- 本格時代劇スペシャル「はやぶさ新八御用帳 大奥の恋人」（1990年、日本テレビ / 総合プロデュース） - 仙之助
- 火曜ミステリー劇場
  - なんでも屋探偵帳 はりつけ島連続殺人（1990年、ABCテレビ） - 大神耕助
  - 十津川警部の反撃（1991年、テレビ朝日） - 伊原孝平
- はぐれ刑事純情派（テレビ朝日 / 東映）
  - （1991年） - 中井守彦
  - （1992年） - 花井信太郎
- また又・三匹が斬る! 第12話「幻の狐の嫁入り見て死んだ」（1991年、テレビ朝日 / 東映） - 山崎源之進
- 伊豆の踊り子（1992年、TBS）
- 家なき子（1994年、日本テレビ） -　園田和夫
- 暴れん坊将軍VI 第7話「虹をつかんだ女」（1994年、テレビ朝日 / 東映） - 仙太郎
- ウルトラマンティガ（1996年 - 1997年、MBS） - ヤオ・ナバン博士
- 新・花へんろ（1997年5月14日 - 6月18日、NHK） - 英太郎
- 金曜エンタテイメント（フジテレビ）
  - 「おばさんデカ 桜乙女の事件帖1」（1994年） - 上山浩司
  - 「おばさんデカ 桜乙女の事件帖8」（2000年） - 松木達也
- 僕だけのマドンナ（2003年）
- 仮面ライダーシリーズ（テレビ朝日 / 東映）
  - 仮面ライダー555 第7話「夢の力」・第8話「夢の守り人」（2003年） - 教授
  - 仮面ライダーウィザード 第16話「クリスマスの奇跡」（2012年12月23日） - 園長
- 火垂るの墓（2005年、日本テレビ）
- 医龍-Team Medical Dragon- 第5話「バチスタ手術開始」・第6話「バチスタ手術急転」（2006年4月、フジテレビ）
- 松本清張ドラマスペシャル・波の塔（2006年12月、TBS） - 杉浦係長
- ドラマW（ WOWOW）
  - 神様からひと言（2006年12月） - 山内豊
  - 東野圭吾 幻夜（2010年11月21日 - 2011年1月16日） - 水原幸夫
  - 天使のナイフ（2015年2月 - 3月） - 小柴晴彦
- ドラマ30 / 熱血ニセ家族（2007年、CBC） - 御手洗昭夫
- 東京少女（2008年、TBS） - 路線バスの運転士
- 土曜時代劇（NHK）
  - オトコマエ!（2008年、NHK） - 坪井喜八郎
  - オトコマエ! 2（2009年9月5日 - 12月12日、NHK） - 坪井喜八郎
- 番組たまご 〜トライアル2008〜 / ママさんバレーでつかまえて（2008年10月4日、NHK）
- ママさんバレーでつかまえて（2009年10月11日 - 11月29日、NHK）
- 月曜ゴールデン（TBS）
  - 「弁護士 一之瀬凛子2」（2010年1月18日） - 小野寺誠
  - 「信濃のコロンボ事件ファイル2」（2014年11月24日） - 野矢桂一
- 相棒（テレビ朝日）
  - season8 第17話「怪しい隣人」（2010年2月24日） - 名和田忠志
  - season18 第16話（2020年） - 佐田重蔵
- 夏の恋は虹色に輝く（2010年7月 - 9月、フジテレビ）
- 金曜プレステージ（フジテレビ）
  - 「外科医 鳩村周五郎8」（2011年） - 下山時雄
  - 「検事・霞夕子6」（2014年） - 並木清
- 水曜ミステリー9（テレビ東京）
  - 「捜査検事・近松茂道13」（2013年5月1日） - 小山
  - 「温泉女将ふたりの事件簿3」（2014年1月22日） - 北岡守
  - 「浅草下町通交番 子連れ巡査の捜査日誌2」（2014年6月4日） - 植木
  - 「嫌われ監察官 音無一六スペシャル」（2017年1月18日） - 山田幹夫
- 京都地検の女 第9シリーズ 第1話（2013年7月18日、テレビ朝日） - 黒木耕司
- 町医者ジャンボ!! 第10話（2013年9月5日、読売テレビ） - 松井昭一
- ぼんくら（2014年） - 卯兵衛
- Dr.DMAT 第6話（2014年2月13日、TBS） - 土屋哲也
- 三匹のおっさん〜正義の味方、見参!!〜 最終話（2014年3月14日、テレビ東京） - 菅原紀久夫
- 警視庁捜査一課9係 season9 第8話（2014年8月27日、テレビ朝日） - 本間秀夫
- 昨夜のカレー、明日のパン（2014年10月 - 11月、NHK BSプレミアム） - 小田和正
- 富士ファミリー（2016年1月2日、NHK総合） - 百合稙道[29]
- ドクター調査班〜医療事故の闇を暴け〜（2016年） - 大前英一
- まかない荘（2016年） - 執事・パウロ
- 百合子さんの絵本 〜陸軍武官・小野寺夫婦の戦争〜（2016年、NHK） - 杉本一
- 深夜食堂 Tokyo Stories 第8話「長芋のソテー」（2016年、Netflix） - 久松
- 女取調官4（2016年） - 半井泰治
- 科捜研の女 第16シリーズ 第9話（2017年1月12日、テレビ朝日 / 東映） - 和田茂
- 魔性の群像4（2017年） - 八木直弘
- ツバキ文具店（2017年） - 門脇幸三
- 99.9-刑事専門弁護士- SEASON II 第2話（2018年1月21日、TBS） - 三宅宏之
- 警視庁・捜査一課長 season3 第2話（2018年4月19日、テレビ朝日 / 東映） - 立花正二
- ハラスメントゲーム（2018年） - 岩村卓
- 警視庁機動捜査隊216X「引鉄」（2019年4月1日、TBS） - 柳瀬文雄
- ドクターY〜外科医・加地秀樹〜（2019年） - 成田重治
- 神様のカルテ 第1夜（2021年） - 田川良治
- 月曜プレミア8 さすらい署長 風間昭平 15（2022年1月24日、テレビ東京） - 小野久志[30]
- 今度生まれたら（2022年、NHK BSプレミアム）- 山賀敏男
- シッコウ!!〜犬と私と執行官〜 第7話（2023年8月22日、テレビ朝日） - 諏訪幸作
- 老害の人（2024年5月5日 - 、NHK BS・NHK BSプレミアム4K） - 竹下勇三[31]
- 続・続・最後から二番目の恋 第6話（2025年5月20日、フジテレビ）- 吉野隆司[32]

### 配信ドラマ
- THE DAYS（2023年6月1日、Netflix） - 西村

### オリジナルビデオ/DVD
- ウルトラセブン1999最終章6部作 第1話「栄光と伝説」（1999年、バップ） - ジャーナリスト
- 東京フレンズ（2005年、フジテレビ）

### テレビ番組
- それいけ!実験クイズ（フジテレビ） - レギュラー解答者
- クイズなっとく歴史館（フジテレビ） - VTR出演者
- 食彩台所・四季食彩（ジェイコム東京） - 食レポーター
- お台場明石城「普通が一番!世論のコンビニ」（フジテレビ）
- 環境野郎Dチーム（フジテレビ）
- ひるまえ ほっと（NHK総合） - 「ひるまえ俳句茶房」コーナー・レギュラー
- ETV特集「山田太一からの手紙」（2024年11月9日、NHK Eテレ）[33]

### OVA
- 親鸞聖人と王舎城の悲劇（ビンバシャラ王）

### テレビCM
- ハウス食品工業（シャンメンしお味）（1974年）
- 明治製菓 -ポテトスティック-（1975年）
- 松下電器産業（マイクロカセットレコーダー）（1981年）
- ライオン（ハリックス55、荒勢と共演）（1983年）
- 日清食品（うどんの乱・そばの乱、雛形あきこ・小林昭二と共演）（1995年）
- 東京ガス（ガスパッチョシリーズにて、明智光秀役として織田信長と共に出演）（2006年）
- 家庭教師のトライ - 父親役

## 作品

### 歌唱
- ぼくのにっきちょう（NHKみんなのうた） - 「秋山啓之介」名義で作詞・作曲[3]。
- 2019年7月には、4人組ユニットのPHONEORI ZONE（フォネオリゾーン）を結成[12][34]。

## 著書
- 『みんな、いい人 35年の俳優生活で出会った心に残る人たち』太陽企画出版、1995年。ISBN 4884662547。
- 『俳・俳 小倉一郎句集』北溟社、2000年
- 『俳だらけ 小倉一郎句集』本阿弥書店、2002年
- 『俳彩 小倉一郎句集』文學の森、2005年
- 『僕の日記帳 続 みんな、いい人』書肆アルス、2011年
- 『がん「ステージ4」から生まれ変わって いのちの歳時記』双葉社、2023年[23]